# Буре (язык)
Буре (также бубуре; англ. bubure; самоназвание: bubure) — один из языков западночадской ветви чадской семьи.
В настоящее время практически полностью вышел из употребления, по данным 2011 года численность говорящих на нём составляла не более 20 человек. Последние носители языка живут в селении Буре, расположенном в северо-восточных районах Нигерии. Язык бесписьменный.

## Классификация
Во всех вариантах классификаций чадских языков язык буре включается в группу боле (или боле-тангале) западночадской языковой ветви. Так, в справочнике языков мира Ethnologue язык буре отнесён к этой группе вместе с языками бееле, боле, дено, галамбу, гера, герума, гииво, кхолок, куби, маака, нгамо, ньям, карекаре, дера, куши, кутто, квами, перо, пийя-квончи и тангале. В пределах группы боле (или A.2) язык буре включается в кластер языков собственно боле подгруппы  боле, сама же группа входит в подветвь западночадских языков A.
В классификации афразийских языков британского лингвиста Роджера Бленча в подгруппе боле (по терминологии автора —  в языковом объединении «a») выделяется три языковых кластера. Язык буре вместе с языками гера, герума, дено, куби, гииво (кирфи), галамбу и даза образует языковое единство в составе одного из этих трёх кластеров, которое входит в объединение «a» (северные боле) подгруппы боле группы боле-нгас подветви западночадских языков A.
В классификации американского лингвиста Рассела Шуха, которая приводится в базе данных по языкам мира Glottolog, место языка буре в составе подгруппы боле не определено. Помимо языка буре в рамках подгруппы боле к неклассифицированным также отнесены языки кхолок, маака и ньям.

## Лингвогеография

### Ареал и численность
Оставшиеся к настоящему времени два десятка носителей языка буре живут среди носителей языка хауса в селении Буре, расположенном в северо-восточной Нигерии на территории штата Баучи в районе Кирфи — к юго-востоку от населённого пункта Даразо и к северо-западу от реки Гонгола. Селение Буре находится на границе двух ареалов близкородственных западночадских языков. К востоку от него лежит область распространения языка хауса, к западу — ареал языка гера.
Численность носителей языка буре в 2011 году, согласно данным справочника Ethnologue, оценивалась не более, чем в 20 человек. Общая же численность этнической группы буре составляла порядка 500 человек. По оценкам сайта Joshua Project численность группы буре составляет около 700 человек (2016).

### Социолингвистические сведения
Согласно данным сайта Ethnologue, язык буре рассматривается как «почти вымерший». Язык помнят единицы представителей этнической общности буре пожилого возраста. Основным языком повседневного общения для буре в настоящее время стал язык хауса. Последние носители буре уже не говорят на родном языке свободно, часто включают в свою речь большое число языковых форм и слов хауса. Сфера употребления языка буре фактически сведена к случаям, при которых нежелательно, чтобы сообщаемые факты узнали окружающие — только в этой ситуации собеседники переходят с языка хауса на буре. Часть представителей этнической группы буре также знают язык фула. Стандартной формы у языка буре нет. По вероисповеданию представители буре в основном являются приверженцами традиционных верований.